# Batalla de Caishi

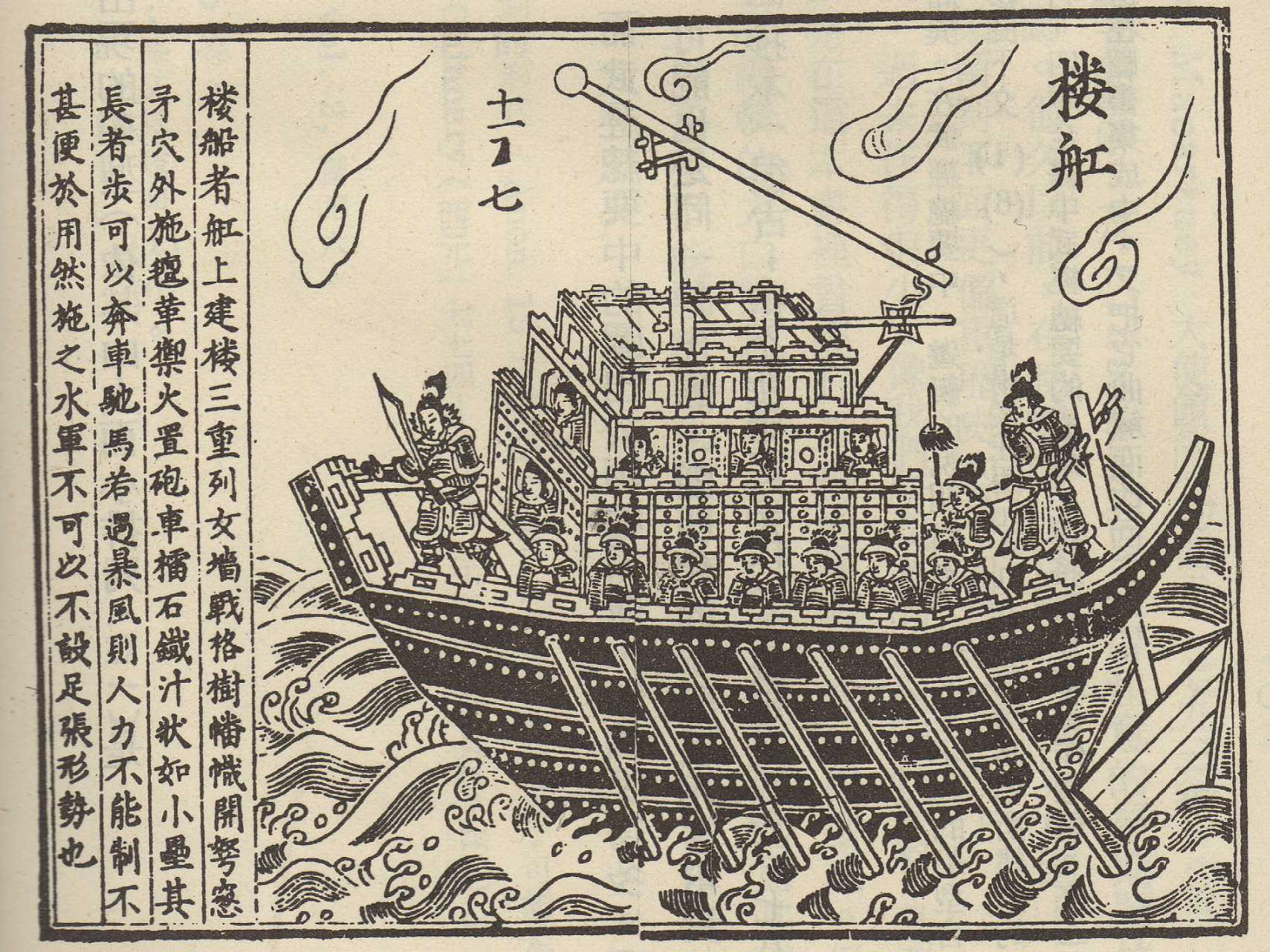
Barco de la dinastía Song.

La batalla de Caishi (batalla de Cai-shih, chino: 采石 之 戰) fue un combate naval importante de las Guerras Jin-Song que tuvo lugar el 26-27 de noviembre de 1161. soldados bajo el mando del príncipe Llamar, el emperador de la dinastía Jin, intentaron cruzar el río Yangtze para atacar la dinastía Song. Chen Kangbo y Yu Yunwen, un funcionario civil ordenó al ejército Canción defender. Los buques de guerra de ruedas de paletas de la flota de la canción, equipados con catapultas que lanzaban bombas incendiarias hechas de pólvora y cal, decisivamente derrotadas las naves ligeras de la Marina Jin.
A partir de 1125, el Jin conquistó todos los territorios Song al norte del río Huai. En 1142, un tratado de paz estableció la frontera entre los dos estados, poniendo el Jin en el control del norte de China y la Canción en el control del sur. Prince Provenientes fue entronizado en 1150, y tenía la intención de unir el norte y el sur de China, bajo un solo emperador. En 1158, él afirmó que la canción había violado el tratado de 1142, un pretexto para declarar la guerra a la canción. Él comenzó los preparativos para la guerra en el año siguiente. Instituyó un proyecto en el que se requiere que todos los hombres aptos para alistarse. El proyecto era impopular, precipitando revueltas que posteriormente fueron suprimidos. El ejército Jin salió de la capital de Kaifeng el 15 de octubre de 1161, y empujó a través de la Huai al río Yangtze sin mucha resistencia por parte de la canción.
La canción se fortaleció a lo largo de la parte delantera Yangtze. Al elogiar planeado cruzar el río en Caishi, al sur de la actual Nanjing. Se embarcó desde la orilla del Yangtsé el 26 de noviembre, y se enfrentaron con fuerzas de canciones dirigidas por Yu Yunwen en una batalla naval. Provenientes perdió la batalla y se retiró a Yangzhou. Provenientes fue asesinado en un campo militar por sus hombres, poco después de la batalla Caishi. Un golpe militar había tenido lugar en la cancha mientras Jin Provenientes estaba ausente, entronizar emperador Shizong como el nuevo emperador. Un tratado de paz firmado en 1165 puso fin al conflicto entre canción y Jin.
Fuentes canción probablemente infladas el número de soldados y víctimas Jin en Caishi, pero la cifra de 18.000 para el ejército canción es plausible. Estudios modernos sugieren que la batalla era más pequeña y que ambas partes fueron agrupados de manera más uniforme que las cuentas tradicionales sugieren. No obstante, la victoria impulsó la moral de la infantería de canción y se detuvo el avance hacia el sur del ejército de Jin. El emperador Gaozong abdicó nueve meses después de que la batalla terminó.